# Langs de grote weg
Langs de grote weg (een dramatische studie in een bedrijf) (Russisch: На большо́й доро́ге – драматический этюд в одном действии) is een eenakter van Anton Tsjechov uit eind 1884. Het is een bewerking van zijn verhaal In de herfst uit 1883. De opvoering ging niet door omdat het stuk op 20 september 1885 door de censor werd afgekeurd als "naargeestig en smerig". In 1914, tien jaar na Tsjechovs dood, ging het alsnog in première in het Malachov-theater, nabij Moskou.

## Personages
Tichon Jevstignejev (Тихон Евстигнеев)
herbergier aan de grote weg, ergens in een van de Zuid-Russische gouvernementen
Semjon Sergejevitsj Bortsov (Семён Сергеевич Борцов)
failliete landeigenaar
Marja Jegorovna Bortsova (Марья Егоровна Борцова)
zijn vrouw
Savva (Савва)
oude, rondzwervende pelgrim
Nazarovna & Jefimovna (Назаровна & Ефимовна)
bedevaartgangsters
Fedja (Федя)
rondtrekkende arbeider
Jegor Merik (Егор Мерик)
vagebond
Koezma (Кузьма)
reiziger
Postiljon
Bortsova's koetsier
Bedevaartgangers, veedrijvers, reizigers enzovoorts

## Synopsis
Een aan lagerwal geraakte grootgrondbezitter brengt de nacht door in een overvolle herberg en treedt noodgedwongen uit de anonimiteit als enkele oude bekenden opduiken.

## Nederlandse vertalingen
- Charles B. Timmer: Anton P. Tsjechow, Verzamelde werken VI. Toneel, Amsterdam, G.A. van Oorschot, 1956, p. 489
- Marja Wiebes & Yolanda Bloemen: A.P. Tsjechov, Verzamelde Werken VI. Toneel, Amsterdam, G.A. van Oorschot, 2013, p. 29